# Dźwignia finansowa
Dźwignia finansowa (ang. financial leverage) – jest to bezpośredni wpływ struktury kapitału, a w konsekwencji kosztów finansowych (odsetek od kredytów i pożyczek – czyli kosztu kapitału obcego), na efektywność wykorzystania kapitałów własnych mierzoną wskaźnikiem rentowności kapitału własnego – ROE.
Dźwignia w finansach przedsiębiorstwa to uzyskanie przez przedsiębiorstwo ponadprzeciętnego efektu ekonomicznego, w wyniku wzrostu przychodów netto ze sprzedaży (przy stałym poziomie kosztów stałych) lub zmiany sposobu finansowania aktywów poprzez częściowe finansowanie działalności gospodarczej kapitałem obcym. W praktyce biznesowej wykorzystywane są trzy rodzaje dźwigni:
- operacyjna,
- finansowa,
- łączna (całkowita, połączona).

Mechanizm dźwigni finansowej wykorzystuje fakt, że koszt kapitału obcego (oprocentowanie) jest niezależny od bieżących zmian przychodów netto ze sprzedaży, a tym samym od osiąganego wyniku (zysku) operacyjnego. Natomiast istotne znaczenie dla poziomu rentowności ma struktura kapitału finansującego działalność. Kapitał obcy powinien być wykorzystywany do finansowania działalności jedynie w przypadku, kiedy jego koszt w ujęciu procentowym jest niższy od rentowności majątku – mierzonej relacją zysku operacyjnego do aktywów. Wykorzystywanie kapitału obcego pozwala w takiej sytuacji na zwiększenie uzyskiwanej rentowności prowadzonej działalności poprzez lewarowanie zysków przedsiębiorstwa, pod warunkiem jednak wykorzystania kapitału obcego w działalności gospodarczej (nie na cele konsumpcyjne), a także możliwości zwiększenia aktywności gospodarczej (np. zwiększenia mocy produkcyjnych czy zwiększenia sprzedaży).
Dźwignia w finansach instytucji kredytowych oznacza względną – w stosunku do funduszy własnych danej instytucji – wielkość posiadanych przez instytucję aktywów, zobowiązań pozabilansowych oraz zobowiązań warunkowych dotyczących płatności lub dostawy lub dostarczenia zabezpieczenia, z uwzględnieniem zobowiązań z tytułu otrzymanych środków finansowych, zaciągniętych zobowiązań, umów dotyczących instrumentów pochodnych lub umów z udzielonym przyrzeczeniem odkupu, lecz z wyjątkiem zobowiązań, które można wyegzekwować wyłącznie w przypadku likwidacji instytucji.

## Stopień dźwigni finansowej
Dotychczas analizowany był mechanizm dźwigni finansowej w ujęciu statycznym, który zakłada, że przedsiębiorstwo osiągnie określony a priori poziom zysku operacyjnego. Stopa zwrotu z kapitału własnego (określana również jako rentowność kapitału własnego) – ROE (ang. Return on Equity) jest relacją zysku netto do kapitału własnego:
ROE = Zysk netto / Kapitał własny.
Na zysk netto bezpośrednio wpływa poziom zysku operacyjnego oraz odsetki płacone od zaciągniętego długu. Ponieważ rentowność kapitału własnego (ROE) wyrażona jest relacją zysku netto do kapitału własnego to zmiana zysku netto, spowodowana zmianami zysku operacyjnego bądź wysokości płaconych odsetek, wpływa na zmianę wysokości ROE, przy założeniu stałej wartości kapitału własnego.
Obecnie przedstawimy dynamiczne ujęcie efektu dźwigni finansowej, które pozwala analizować, jaką zmianę zysku netto a tym samym stopy zwrotu z kapitału własnego (ROE) wywoła zmiana zysku operacyjnego (zmieniającego licznik wskaźnika ROE) o określony procent.
Jest to tzw. stopień dźwigni finansowej (ang. Degree of Financial Leverage), który można wyrazić wzorem:
DFL = Zoperbaz / (Zoperbaz – O)
gdzie:
DFL – stopień dźwigni finansowej
Zoperbaz – poziom zysku operacyjnego według stanu bazowego, tzn. według stanu bieżącego (teraźniejszego);
O – kwota odsetek od kapitału obcego.
Stopień dźwigni finansowej mierzy wpływ procentowej zmiany zysku operacyjnego na procentową zmianę zysku netto, co można zapisać następującą formułą:
Δ Zysku operacyjnego * DFL = Δ Zysku netto
Czyli, jeżeli wartość DFL wynosi 1,6 to w przypadku, gdy zysk operacyjny wzrośnie o 10% to zysk netto wzrośnie o 16%.
Model Du Ponta wyraża wskaźnik ROE jako iloczyn rentowności aktywów (ROA), mierzonej relacją zysku netto do aktywów, i tzw. mnożnika kapitału własnego – wyrażającego relację aktywów do kapitału własnego (Aktywa / Kapitał własny).
Model Du Ponta można więc zapisać:
ROE = Zysk netto/ Aktywa (ROA) x Aktywa / Kapitał własny (A/E).
Mnożnik kapitału własnego ukazuje stopień zaangażowania kapitałów własnych w majątku przedsiębiorstwa (aktywach ogółem). Wartość tego mnożnika zawierać się może w przedziale od 1 do, teoretycznie, plus nieskończoności. Mnożnik jest również miernikiem dźwigni finansowej oraz wskazuje na stosunek zaangażowanych w firmie kapitałów własnych i obcych, bowiem można wyrazić go również następującą relacją:
1 / 1 – (zobowiązania / aktywa).
Ponieważ stosunek zobowiązań do aktywów jest wskaźnikiem ogólnego zadłużenia (ang. Debt Ratio, DR), mnożnik można sprowadzić do następującej postaci:
1 / 1-DR.

### Wnioski
Wnioski, które można wyciągnąć z analizy dźwigni finansowej są następujące:

1. Dźwignia finansowa, a więc i ryzyko bankructwa, określane również jako ryzyko niewypłacalności (którego źródłem jest wysoki poziom zadłużenia i w konsekwencji wysokie koszty obsługi zadłużenia) rośnie wraz ze wzrostem kosztów finansowania (odsetek), będących konsekwencją wzrostu stóp procentowych.

2. Aby wystąpił pozytywny (dodatni) efekt dźwigni finansowej, wartość zysku operacyjnego możliwego do osiągnięcia przez przedsiębiorstwo powinna być większa od iloczynu stopy oprocentowania długów (kredytów i pożyczek) i wartości ogółem zainwestowanego w przedsiębiorstwo kapitału, czyli:
Zysk operacyjny > kD * Kapitał całkowity
gdzie:
kD – jest to stopa oprocentowania długu, zaś przez kapitał całkowity rozumiemy sumę kapitału obcego i własnego.
3. Zjawisko dźwigni finansowej związane jest z wykorzystaniem kapitałów obcych w celu podniesienia efektywności wykorzystania kapitałów własnych.
Niemal każde przedsiębiorstwo stosuje dźwignię finansową, bowiem pozwala to uzyskać dwie główne korzyści. Po pierwsze, może wykorzystać dodatni efekt dźwigni finansowej i tym samym zwiększyć stopę zwrotu z kapitału własnego. Po drugie, dzięki dźwigni finansowej może zwiększyć wartość aktywów bez potrzeby inwestowania dodatkowych własnych środków (kapitału własnego).

## Instrumenty pochodne
Efekt dźwigni finansowej wykorzystywany jest na rynku instrumentów pochodnych, gdzie pozwala na zwiększanie potencjalnych zysków wskutek efektu dźwigni finansowej. Przykładowo, aby zawrzeć transakcję i nabyć kontrakt terminowy nie jest wymagane posiadanie całości środków pieniężnych na jego pokrycie – w praktyce wymagane jest posiadanie jedynie depozytu o wartości 5–15% wartości kontraktu. To powoduje, że inwestor o większej skłonności do ryzyka inwestując jedynie ułamek wartości kontraktu jest w stanie osiągać zyski i straty na poziomie, jakie by miał inwestując pełną kwotę w instrumenty bazowe.